# Гейер, Герман
Герман Гейер (нем. Hermann Geyer ; 7 июля 1882, Штутгарт — 10 апреля 1946, Вильдзее) — немецкий военный деятель, генерал пехоты (1936), участник Первой и Второй мировой войн, кавалер Рыцарского креста Железного креста (1940).

## Биография
Начал военную службу в 1900 году кадетом в Вюртембергской армии общегерманских войск.
Участвовал в Первой мировой войне в чине капитана, командовал ротой, затем в качестве офицера Генерального штаба, в 1914 году заслужил Железный крест 1-го и 2-го классов. В январе 1918 года описал новые принципы тактики немецкой пехоты по развёртыванию штурмовых войск в справочнике «Атака в окопной войне», изданном по заказу Верховного главнокомандующего. 13 ноября 1918 года назначен в Комиссию по перемирию в Спа, а с 14 марта 1919 года — член германской мирной делегации.
После поражения служил в рейхсвере, с 1922 года — майор, с 1927 года — подполковник, с 1930 — полковник, с 1932 года — генерал-майор. 
В феврале 1933 года назначен начальником штаба 2-й армейской группы в Касселе, 1 января 1934 года получил чин генерал-лейтенанта. В августе 1934 года назначен командиром 5-й пехотной дивизии рейхсвера, в октябре 1934 года — командующий 5-м военным округом, из которого 16 мая 1935 года был развёрнут 5-й армейский корпус, которым Гейер командовал до 30 апреля 1939 года (оставаясь одновременно командующим 5-м военным округом), 1 августа 1936 года произведен в генералы пехоты.
Накануне Второй мировой войны 30 апреля 1939 года уволен в отставку (с правом ношения военной формы) за критическую оценку перспектив возможной войны. 
После начала Второй мировой войны возвращён к службе и 25 октября 1939 года назначен командующим 9-м армейским корпусом. Командовал им во время Французской кампании (1940), заслужил Рыцарский крест Железного креста (25 июня 1940 года).
В войне против СССР отличился в Белостокско-Минском и Смоленском сражениях, затем участвовал в наступлении на Москву. 
Неудача наступления вызвала неудовольствие фюрера и отстранение от командования большого числа генералов. 31 декабря 1941 года Гейер освобожден от командования и переведен в резерв фюрера. Окончательно уволен в отставку 31 декабря 1943 года.
После поражения в войне 10 апреля 1946 года покончил жизнь самоубийством.

## Сочинения
- Г. Гейер. IX армейский корпус в Восточном походе 1941 года. // В книге: От Буга до Кавказа. — М.: АСТ : Транзиткнига, 2004. (Оригинал: Geyer H. Das IX. Armeekorps im Ostfeldzug 1941. — Neckargemund: K. Vowinkel, 1969).